# Kolonia Giżyce
Kolonia Giżyce(do 31 grudnia 2007 roku Kolonia Giżycka – kolonia samodzielna) – kolonia  w Polsce położona w województwie lubelskim, w powiecie lubartowskim, w gminie Michów. 
Kolonia wchodzi w skład sołectwa Giżyce wieś. Według Narodowego Spisu Powszechnego z roku 2011 kolonia liczyła 35 mieszkańców.
W latach 1975–1998 miejscowość należała administracyjnie do województwa lubelskiego.